# 앨런 구스
앨런 하비 구스(영어: Alan Harvey Guth, 1947–)는 미국의 이론물리학자다. 급팽창 이론을 제창하였고, 이 공로로 2012년에 기초물리학상을 수상하였다. 구스는 코넬에서 1980년 1월 급팽창에 대한 첫 세미나를 진행했다. 스탠포드 대학의 SLAC 이론 그룹으로 옮겨간 구스는 1981년에 우주 급팽창이라는 개념을 공식적으로 제안했다. 이는 새로 태어난 우주가 양의 진공 에너지 밀도(음의 진공 압력)에 의해 주도되는 기하급수적 팽창 단계를 거쳤다는 개념이다. 2006년 WMAP 임무의 결과는 우주 급팽창에 대한 주장을 매우 설득력 있게 드러냈다.

## 생애
구스는 1947년 뉴저지주 뉴브런즈윅의 유대인 가정에서 태어났으며 라리탄 강 건너편 하이랜드파크에서 자랐으며 그곳의 지역 공립학교에 다녔다. 고등학교 3학년을 마친 후 그는 학교를 그만두고 매사추세츠 공과대학(MIT) 에서 5년제 프로그램에 등록하여 2년 더 공부한 후 학사 및 석사 학위를 취득했다. 구스는 1969년에 학사와 석사 학위를 취득했고, 1972년에 박사 학위를 취득했다. 1971년에 그는 고등학교 시절 연인이었던 수잔 티쉬와 결혼했다.
구스는 1971년부터 1974년까지 프린스턴 대학 에서, 1974년부터 1977년까지 컬럼비아 대학에서, 1977년부터 1979년까지 코넬 대학에서, 그리고 1979년부터 1980년까지 스탠포드 선형 가속기 센터 (SLAC)에서 근무했다. 베이비붐 시대의 다른 많은 젊은 물리학자들과 마찬가지로 그는 정규직을 구하는 데 어려움을 겪었다. 왜냐하면 그런 일자리를 찾는 젊은 과학자의 수보다 조교수 자리가 훨씬 적었기 때문이다. 이러한 현상은 "잃어버린 학자 세대"로 불린다.
구스는 경력 초기에 물리 우주론이 아닌 입자물리학을 공부했다. 프린스턴에서 구스가 처음 연구한 것은 양성자와 중성자를 구성하는 기본 입자인 쿼크에 대한 연구였다. 컬럼비아 대학에서 구스는 자발 대칭 깨짐으로 인해 발생하는 우주론적 위상 변화에 초점을 맞춰 대통일 이론 (GUT)을 연구했다. 대부분의 GUT는 자발적인 대칭성 깨짐 중에 자기 단극자가 생성될 것이라고 예측하지만, 단극자 문제가 발생하여 지금까지 아무것도 감지되지 않았다.
구스가 인플레이션 이론을 개발하기 위한 첫 단계는 1978년 코넬에서 로버트 디키의 우주 편평도 문제에 대한 강의에 참석했을 때 발생했다. 디키는 평탄성 문제가 당시 빅뱅 이론에서 중요한 무언가가 빠졌음을 보여준다고 설명했다. 우주의 운명은 밀도에 달려 있었다. 만약 우주의 밀도가 충분히 크다면, 우주는 특이점으로 붕괴될 것이고, 만약 우주에 있는 물질의 실제 밀도가 임계 밀도보다 낮다면, 우주는 점점 더 커질 것이다. 구스의 다음 여정은 1979년 초 스티븐 와인버그의 강의를 들었을 때 시작되었다. 와인버그는 1974년 이후 개발된 대통일 이론 (GUT)에 대해 두 차례의 강의를 통해 설명했고, 이 이론이 반물질의 양에 비해 우주에 존재하는 엄청난 양의 물질을 어떻게 설명할 수 있는지 설명했다. GUT는 중력을 제외한 과학에서 알려진 모든 기본적인 힘을 설명했다. 이는 빅뱅 이후와 같은 매우 뜨거운 조건에서는 전자기력, 강한 핵력, 약한 핵력이 합쳐져 하나의 힘을 형성한다는 것을 밝혔다. 와인버그는 또한 우주가 고에너지에서 저에너지로 변할 때 물질의 상태와 유사한 상태 전이를 거친다는 생각을 강조한 사람이었다. 와인버그는 물질이 반물질보다 왜 그렇게 우세한지에 대한 논의를 통해, 구스에게 우주의 처음 몇 초를 연구함으로써 입자에 대한 정확한 계산을 얻을 수 있다는 것을 보여주었다.
구스는 지연된 상전이 동안 과냉각을 제안하여 이 문제를 해결하기로 결정했다. 이것은 자기 단극자 문제를 해결하는 데 매우 유망해 보였다. 구스와 그의 공동 연구자인 헨리 타이가 그 아이디어를 냈을 때, 구스는 이미 1년 동안 스탠포드 선형 가속기 센터 (SLAC)에 있었다. 타이는 과냉각이 우주의 팽창에 영향을 미치지 않는지 확인해 보라고 제안했다. 과냉각 상태는 거짓 진공이다. 이는 가능한 가장 낮은 에너지 밀도의 상태라는 의미에서 진공이다. 상태가 영구적이지 않기 때문에 "거짓"이다. 거짓 진공은 붕괴되고, 구스는 우주의 시작 부분에 거짓 진공이 붕괴되면 공간이 기하급수적으로 팽창한다는 것을 발견했다. 이렇게 하면 단극자 문제가 해결되는데, 팽창에 비례하여 단극자 밀도가 감소하기 때문이다. 구스는 1980년 1월 SLAC 세미나에서 인플레이션에 대한 자신의 아이디어를 처음으로 공개했다. 1980년 그는 자기 단극자가 GUT의 가정에 기반을 두고 있기 때문에 이를 무시했는데, 이는 범위를 벗어났다. 8월에 1980년 그는 "인플레이션 우주: 지평선과 평탄성 문제에 대한 가능한 해결책"이라는 제목의 논문을 피지컬 리뷰 저널에 제출했다. 이 논문에서 구스는 우주가 과냉각되어 있다면 우주의 팽창을 설명할 수 있다고 가정했다. 상변화에 필요한 임계 온도보다 훨씬 낮은 온도이다. 12월에 1981년, 구스는 모스크바 물리학자 안드레이 린데의 논문을 읽었는데, 그 논문에서는 우주 전체가 단 하나의 거품 속에 존재하므로 벽 충돌로 인해 아무것도 파괴되지 않는다고 주장했다. 이러한 결론은 원래 시드니 콜먼과 에릭 와인버그가 제안한 에너지 그래프를 갖춘 힉스 장을 사용하여 도출되었다. 구스는 이 문제를 거품 팽창에 관해 독립적으로 연구해 온 린데와 논의했지만, 편평도 문제는 고려하지 않았다. 린데와 구스는 결국 이 주제에 관해 논문을 교환했다. 1983년까지 구스는 이러한 과냉각 우주 시나리오가 이상적이지 않다는 것을 설명하는 논문을 발표했다. 그러한 상태를 벗어나기 위한 "트리거 메커니즘"에는 "매개변수의 극도로 미세한 조정"이 필요하며 보다 자연스러운 솔루션이 필요하다고 느꼈다. 그러나 이것은 그가 우주가 초기에 진공 상태에서 기하급수적으로 확장되었다는 믿음을 막지는 못했다.
현재 매사추세츠 공과대학교 교수로 재직하고 있다.

## 명예
구스는 안드레이 린데와 폴 스타인하트와 함께 이탈리아 트리에스테에 있는 국제 이론 물리학 센터의 메달과 1996년 에딩턴 메달, 그리고 2009년 영국 물리학회에서 수여하는 아이작 뉴턴 메달 등 많은 상과 메달을 수상했다.
2012년 7월, 그는 물리학자이자 인터넷 기업가인 유리 밀너(Yuri Milner)가 만든 기초물리학 브레이크스루 상의 초대 수상자가 되었다.
2014년에 그는 스탠포드 대학교의 안드레이 린데와 란다우 이론 물리학 연구소의 알렉세이 스타로빈스키와 함께 "우주 급팽창 이론을 개척한 공로"로 노르웨이 과학 문학 아카데미에서 수여하는 상을 공동 수상했다. 같은 해에 구스는 미국 공로 아카데미의 Golden Plate 상을 수상했다.